# Lijst van burgemeesters van Zoeterwoude
Dit is een lijst van burgemeesters van de Nederlandse gemeente Zoeterwoude in de provincie Zuid-Holland.
| Ambtsperiode                      | Naam burgemeester              | Partij of stroming | Bijzonderheden            |
| --------------------------------- | ------------------------------ | ------------------ | ------------------------- |
| 1824 - 1838                       | Guillaume Pierre van Outeren   |                    |                           |
| 1838 - 1854                       | mr. Hendricus Cornelis Huijser |                    |                           |
| 1854 - 1871                       | Pieter van Outeren             |                    | zoon van G.P. van Outeren |
| 1871 - 1873                       | H. Doyer Jacobszoon            |                    |                           |
| 1881 - 1894                       | mr. H. Hemmingson              |                    |                           |
| 1894 - 1905                       | J.H. Slicher                   |                    |                           |
| 1905 - 1920                       | A.A. van Gils                  |                    |                           |
| 1920 - 1938                       | Pieter (P.C.A.M.) Wap          |                    |                           |
| 1938 - 29 januari 1945            | H.J.J.A. Smeets                | RKSP               |                           |
| 30 januari 1945- 1945             | G.J.A. Garthoff                | pro-Duits          | waarnemend                |
| 1945 - 1 november 1960            | H.J.J.A. Smeets                | KVP                |                           |
| 1 november 1960 - 1980            | J.A. Detmers                   | KVP                |                           |
| 1980 - 1997                       | Anton (A.J.M.) Houdijk         | CDA                |                           |
| 1997                              | Ria (M.J.) de Sutter-Besters   | CDA                | waarnemend                |
| 1 juli 1997 - 1 maart 2003        | Amy (A.E.) Koopmanschap        | GroenLinks         |                           |
| 1 maart 2003 - 13 december 2004   | Ad (A.J.E.) Havermans          | CDA                | waarnemend                |
| 13 december 2004 - 3 oktober 2020 | Liesbeth (E.G.E.M.) Bloemen    | CDA                |                           |
| 7 oktober 2020 - heden            | Fred (F.Q.A.) van Trigt        | CDA                |                           |